# ميغومي تويوغوتشي
ميغومي تويوغوتشي (豊口めぐみ تويوغوتشي ميغومي) هي مؤدية أصوات يابانية ولدت في 2 يناير 1978 في ماتشيدا, طوكيو.

## أدوارها في الأنمي

### مسلسلات أنمي تلفزيونية
- بلاك لاغون - ريفي
- البدلة المتنقلة جاندام سيد - ميرياليا هاو
- البدلة المتنقلة جاندام سيد ديستني - ميرياليا هاو
- داركر ذان بلاك: المقاول الأسود - تشياكي شينودا
- كلايمور - صوفيا
- دي جرايمان - ميراندا لوتو
- خيميائي الفولاذ - وينري روكبيل
- المقيم الأبدي - هياكورين
- فانتوم: ريكوييم فور ذا فانتوم - هيرونو إينادا
- دوت هاك ساين - ميميرو
- دوت هاك روتس - تابي
- بلاك كات - ميناتسوكي سايا
- بوكيمون دياموند/بيرل - دون
- إل كازادور دي لا بروها - ميليسا
- باندورا هارتس - لوتي
- بامبو بليد - كيرينو تشيبا
- بلد+ - إيرين
- فايبرز كريد - كاريا ساكوراكو
- حداد السيف المقدس - أريا
- ناروتو شيبودن - هوتارو
- AVENGER - ليلا آشلي
- Super GALS! - ران كوتوبوكي
- تشوبيتس - يومي أومورا
- إيكي توسن XTREME XECUTOR - مويو
- كروس جيم - إيتشيو تسوكيشيما
- سكرابد برنسس - إلفيتين
- رايدباك - شوكو أويمورا
- إينيشيال دي Fourth Stage - كيوكو إيواسي
- المتحري الروحي ياكومو - ماكوتو هيجيكاتا
- غوسيك - أفريل برادلي
- NEEDLESS - ريرو روكاكوجي
- إنفينيت ستراتوس - تشيفويو أوريمورا
- هيوغيمونو - أوسين
- ماريا هوليك - فومي كوماغاي
- ماريا هوليك ألايف - فومي كوماغاي
- حفيد نوراريهيون: عاصمة العفاريت - ريرا
- بليتش - ريروكا دوكوغاميني
- فيت/زيرو - سولا نواباري صوفياري
- طريق السلام - وعد
- دانغانرونبا ذي أنيميشن - جونكو إينوشيما
- دانغانرونبا 3: نهاية أكاديمية قمة الأمل - جونكو إينوشيما، موكورو إيكوسابا
- كامينوميزو شيرو سيكاي: الحارسات - نورا فلوريان ليوريا
- ماغي: The Kingdom of Magic - إيلين
- سورد آرت أونلاين - روزاليا
- هاناياماتا - سالي توكيوا
- التلميذ المتخلف في ثانوية السحر - سايوري شيبا
- مغامرة جوجو الغريبة: الماس لا ينكسر - توموكو هيغاشيكاتا (الصوت الأول)
- كروس أنج: رقصة الملاك و التنين - ماغي
- أنا ساكاموتو - يوي
- كود-إي - ميلس بريبيرغ
- بيتليس - الرائد كوريدين لومير
- إعادة تجسيدي في هيئة هلام - الحكيمة
- بلاستيك ميموريز - كازوكي كوانومي

### أوفا أنمي
- لوحة كوزيت - شوكو ماتاكي
- البدلة المتنقلة جاندام يونيكورن - ميهيرو أويواكين
- مردر برنسس - سيسيليا
- لاست أوردر: فاينل فانتسي VII - تورك (مسدس)
- مغامرة جوجو الغريبة - عشيقة هول هورس
- كامينوميزو شيرو سيكاي: تنري - نورا فلوريان ليوريا

### أفلام أنمي
- فيلم خيميائي الفولاذ: محتل شامبالا - وينري روكبيل
- فاينل فانتسي VII أدفنت تشيلدرن - إيلينا
- سلسلة أفلام بوكيمون
  - فيلم بوكيمون: نهوض داركراي - دون
  - فيلم بوكيمون: غيراتينا و محارب السماء - دون
  - فيلم بوكيمون: آركيوس و جوهرة الحياة - دون
  - فيلم بوكيمون: زوروارك سيد الأوهام - دون
- سلسلة أفلام بيرسونا 3
  - بيرسونا 3 ذا موفي: 1 سبرنغ أوف بيرث - يوكاري تاكيبا
  - بيرسونا 3 ذا موفي: 2 حلم فارس منتصف الصيف - يوكاري تاكيبا
  - بيرسونا 3 ذا موفي: 3 فلينغ داون - يوكاري تاكيبا
  - بيرسونا 3 ذا موفي: 4 ونتير ريبريث - يوكاري تاكيبا

## أدوارها في ألعاب الفيديو
- بيرسونا 3 - يوكاري تاكيبا
- بيرسونا 3 فيس - يوكاري تاكيبا
- بيرسونا 3 بورتبل - يوكاري تاكيبا
- بيرسونا 4 أرينا ألتيماكس - يوكاري تاكيبا
- بيرسونا 3 دانسينغ إن مونلايت - يوكاري تاكيبا
- بيرسونا Q شادو أوف ذا لابيرينث - يوكاري تاكيبا
- سلسلة كينجدوم هارتس
  - كينجدوم هارتس 358/2 دايز - أكوا
  - كينجدوم هارتس بيرث باي سليب - أكوا
- دانغانرونبا: تريغر هابي هافوك - جونكو إينوشيما
- دانغانرونبا أناذر إيبيسود: ألترا ديسبير غيرلز - شيروكوما، كوروكوما
- جوجوز بيزار أدفنتشر: آيز أوف هيفن - هوت بانتس
- تيكن تاغ تورنمنت 2 - كونيميتسو

## أدوارها في الدبلجة اليابانية
- ترانسفورمرز أنيميتد - بروفسور برينسس
- روبي - بيرا نيكوس (الصوت الأول)

## وصلات خارجية
- ميغومي تويوغوتشي على موقع IMDb (الإنجليزية)
- ميغومي تويوغوتشي على موقع ألو سيني (الفرنسية)
- ميغومي تويوغوتشي على موقع ميوزك برينز (الإنجليزية)
- ميغومي تويوغوتشي على موقع ديسكوغز (الإنجليزية)
- ميغومي تويوغوتشي على موقع قاعدة بيانات الفيلم (الإنجليزية)
- ميغومي تويوغوتشي على موقع ANN person (الإنجليزية)